# AS-SONABEL Ouagadougou
AS-SONABEL Ouagadougou ist ein burkinischer Sportverein aus der Hauptstadt Ouagadougou, der insbesondere für seine Fußballabteilung bekannt ist.

## Geschichte
Der vom nationalen Stromversorger SONABEL gesponserte Verein wurde 1990 gegründet.
Im Fußball konnte 2021 zum ersten Mal die nationale Meisterschaft gefeiert werden. Außerdem konnte man schon zweimal den heimischen Superpokal gewinnen.

## Erfolge im Fußball
- Burkinischer Superpokal: 2019, 2021
- Burkinischer Meister: 2021

## Statistik in den CAF-Wettbewerben
| Wettbewerb                   | Runde         | Gegner       | Hinspiel | Rückspiel |
| ---------------------------- | ------------- | ------------ | -------- | --------- |
| CAF Confederation Cup 2014   | Qualifikation | DH El Jadida | 0:1 (A)  | 0:0 (H)   |
| CAF Confederation Cup 2017   | Qualifikation | SC Gagnoa    | 0:0 (H)  | 0:3 (A)   |
| CAF Champions League 2021/22 | Qualifikation | Stade Malien | 0:1 (H)  | 0:3 (A)   |

## Sonstiges
Außer der Fußballabteilung bestehen Sektionen für Tennis, Kampfsport, Basketball, Handball und Volleyball. Das Sportangebot dient auch der Erholung der Mitarbeiter des Unternehmens.